# Ciak d'oro per la migliore colonna sonora

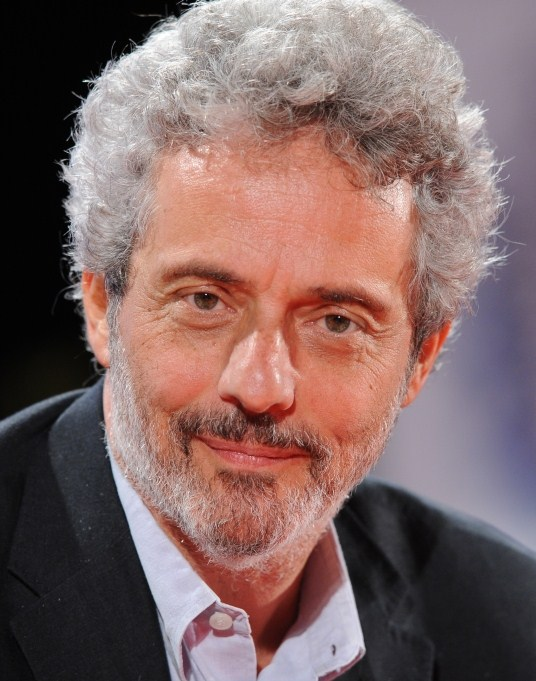
Nicola Piovani è stato il primo compositore a conquistare il premio con la colonna sonora di Ginger e Fred

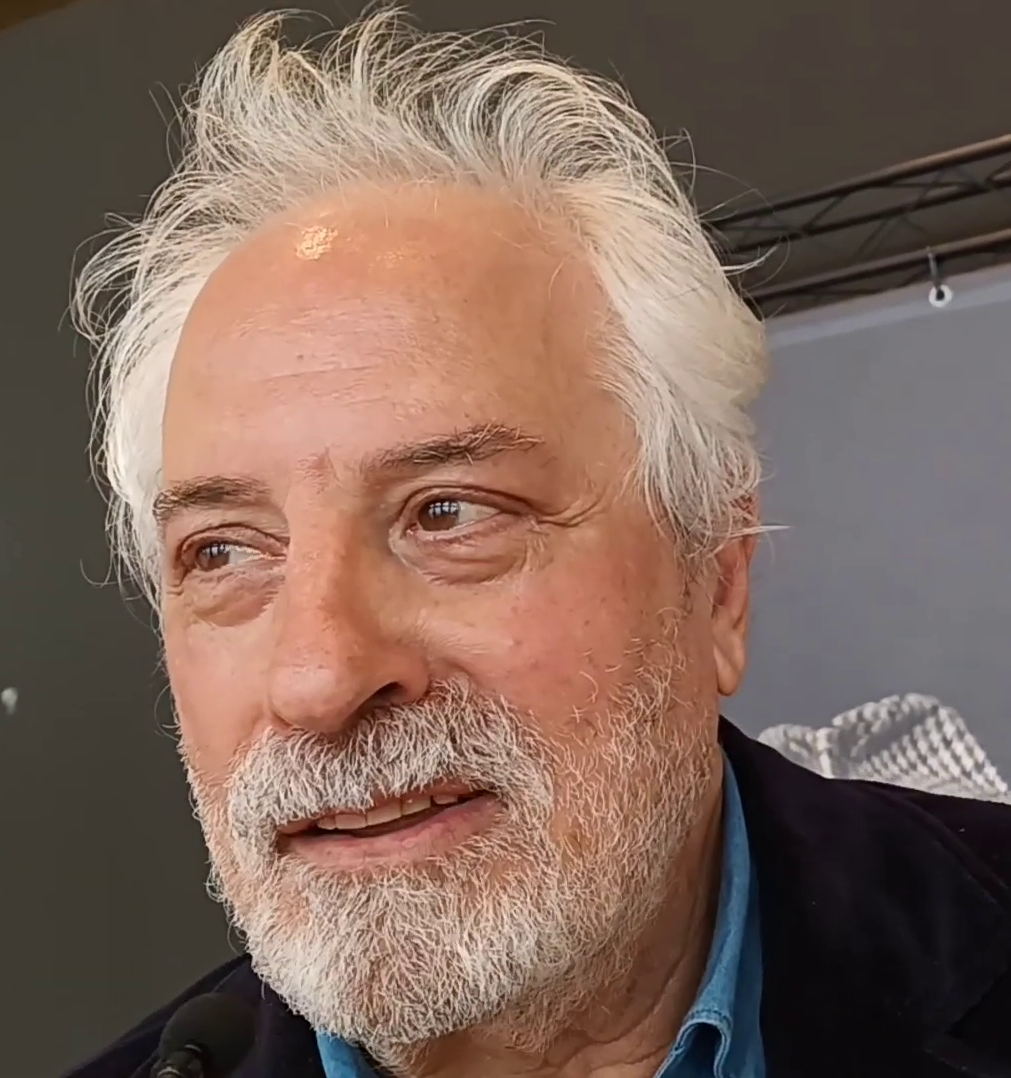
Franco Piersanti detiene il record di vittorie del premio con cinque riconoscimenti

Il Ciak d'oro per la migliore colonna sonora è un premio assegnato nell'ambito dei Ciak d'oro che premia un compositore in un film di produzione italiana. Viene assegnato attraverso una giuria tecnica composta da giornalisti e esperti del settore dal 1986.

## Vincitori e candidati
I vincitori sono indicati in grassetto, a seguire gli altri candidati.

### Anni 1980
- 1986 – Nicola Piovani per Ginger e Fred[1]
  - Claudio Simonetti per Dèmoni
  - Riz Ortolani per Festa di laurea
  - Pino Donaggio per Sotto il vestito niente
  - Nicola Piovani per Speriamo che sia femmina
  - Antonello Venditti per Troppo forte
  - Giovanni Nuti per Tutta colpa del paradiso
- 1987 – Armando Trovajoli per La famiglia[1]
- 1988 – Fiorenzo Carpi per Notte italiana[1]
  - Piero Piccioni per Cronaca di una morte annunciata
  - Nicola Piovani per Domani accadrà
  - Carlo Crivelli per La visione del sabba
  - Pino Daniele per Le vie del Signore sono finite
- 1989 – Eugenio Bennato e Carlo D'Angiò per Cavalli si nasce[1]
  - Manuel De Sica per Ladri di saponette
  - Ennio Morricone per Nuovo Cinema Paradiso
  - Pino Donaggio per Qualcuno in ascolto
  - Zucchero per Snack Bar Budapest

### Anni 1990
- 1990 – Claudio Mattone per Scugnizzi[1]
  - Roberto Ciotti per Marrakech Express
  - Nicola Piovani per Palombella rossa
  - Riz Ortolani per Storia di ragazzi e di ragazze
  - Giovanni Nuti per Willy Signori e vengo da lontano
- 1991 – Giancarlo Bigazzi per Ragazzi fuori[1]
  - Ennio Morricone per Amleto
  - Carlo Crivelli per La condanna
  - Franco Piersanti per Porte aperte
  - Vasco Rossi per Stasera a casa di Alice
- 1992 – Pino Daniele per Pensavo fosse amore... invece era un calesse[1]
  - Francesco De Gregori per Il muro di gomma
  - Dario Lucantoni per Il portaborse
  - Ennio Morricone per La domenica specialmente
  - Fabio Liberatori per Maledetto il giorno che t'ho incontrato
- 1993 – Franco Piersanti per Il ladro di bambini[2]
  - Carlo Siliotto per La corsa dell'innocente
  - Mau Mau per Nero.
  - Mauro Pagani e Federico De Robertis per Puerto Escondido
  - Feiez e Rocco Tanica per Stefano Quantestorie
- 1994 – Federico De Robertis, Assalti Frontali e 99 Posse per Sud[3]
  - Franco Piersanti per Il segreto del bosco vecchio
  - Ennio Morricone per La scorta
  - Riz Ortolani per Magnificat
  - Giovanni Venosta per Un'anima divisa in due
- 1995 – Ivano Fossati per Il toro[1]
  - Luis Bacalov per Il postino
  - Franco Piersanti per Lamerica
  - Giovanni Nuti per OcchioPinocchio
  - Moni Ovadia per Senza pelle
- 1996 – Patrizio Fariselli per Ivo il tardivo[4]
  - Dario Lucantoni per Compagna di viaggio
  - Franco Piersanti per La seconda volta
  - Ennio Morricone per La sindrome di Stendhal
  - Carlo Siliotto per Palla di neve
- 1997 – Francesco Magnelli e Ginevra Di Marco per Tutti giù per terra[1]
  - Avion Travel per Hotel Paura
  - Claudio Guidetti per Il ciclone
  - Nicola Piovani per La mia generazione
  - Mauro Pagani e Federico De Robertis per Nirvana
- 1998 – Nino D'Angelo per Tano da morire[5]
  - Ludovico Einaudi per Aprile
  - Fabio Piazzalunga e Damiano Rota per Figli di Annibale
  - Nicola Piovani per La vita è bella
  - Battista Lena e Carlo Virzì per Ovosodo
- 1999 – Luciano Ligabue per Radiofreccia[6]
  - Carlo Virzì per Baci e abbracci
  - Negrita per Così è la vita
  - Ludovico Einaudi per Fuori dal mondo
  - Ennio Morricone per La leggenda del pianista sull'oceano

### Anni 2000
- 2000 – Giovanni Venosta per Pane e tulipani[7]
  - Ennio Morricone per Canone inverso - Making Love
  - Paolo Buonvino per Come te nessuno mai
  - Luca Testoni e Piero Guerrera per E allora mambo!
  - Pivio e Aldo De Scalzi per Harem Suare
- 2001 – Nicola Piovani per La stanza del figlio[8]
  - Nino D'Angelo per Aitanic
  - Paolo Silvestri per Controvento
  - Carlo Siliotto per Honolulu Baby
  - Pacifico per Sud Side Stori
- 2002 – Luciano Ligabue per Da zero a dieci[9]
  - Daniele Sepe e Macaco per Amnèsia
  - Paolo Polcari e Luca Gatti per Luna rossa
  - Gianna Nannini per Momo alla conquista del tempo
  - Tiromancino per Paz!
- 2003 – Andrea Guerra per La finestra di fronte[10]
  - Banda Osiris per L'imbalsamatore[11]
  - Nicola Piovani per Pinocchio[11]
  - Paolo Buonvino per Ricordati di me[11]
  - Massimo Zamboni per Velocità massima[11]
- 2004 – Lucio Godoy per Non ti muovere[12]
  - Motel Connection per A/R Andata + Ritorno
  - Andrea Guerra per Che ne sarà di noi
  - Morgan per Il siero della vanità
  - Banda Osiris per Primo amore
- 2005 – Teho Teardo per Lavorare con lentezza[13]
  - Almamegretta per Certi bambini
  - Franco Piersanti per Le chiavi di casa
  - Pasquale Catalano per Le conseguenze dell'amore
  - Paolo Buonvino per Manuale d'amore
- 2006 – Franco Piersanti per Il caimano[14]
  - Pino Donaggio per La terra
  - Pivio e Aldo De Scalzi per Piano 17
  - Paolo Buonvino per Romanzo criminale
  - Nicola Tescari per Texas
- 2007 – Neffa per Saturno contro[15]
  - Ennio Morricone per La sconosciuta
  - Franco Piersanti per Mio fratello è figlio unico
  - Tiromancino per Nero bifamiliare
  - Antonio Castrignanò per Nuovomondo
- 2008 – Fausto Mesolella per Lascia perdere, Johnny![16]
  - Paolo Buonvino per I Viceré e Caos calmo
  - Teho Teardo per La ragazza del lago
  - Franco Piersanti per Tutta la vita davanti
  - Ronin per Vogliamo anche le rose
- 2009 – Franco Piersanti per Fortapàsc[17]
  - Nicola Tescari per Aspettando il sole
  - Baustelle per Giulia non esce la sera
  - Teho Teardo per Il divo
  - Marlene Kuntz, Fabio Barovero e Francesco Signa per Tutta colpa di Giuda

### Anni 2010
- 2010 – Rita Marcotulli, Rocco Papaleo e Max Gazzè per Basilicata coast to coast[18]
  - Giovanni Venosta per Cosa voglio di più
  - Francesco De Luca e Alessandro Forti per Dieci inverni
  - Andrea Guerra per Genitori & figli - Agitare bene prima dell'uso
  - Carlo Crivelli per Vincere
- 2011 – Franco Piersanti per Habemus Papam[19]
- 2012 – Franco Piersanti per Il primo uomo, Romanzo di una strage e Terraferma[19]
  - Mokadelic per ACAB - All Cops Are Bastards
  - Stefano Ratchev e Mattia Carratello per I primi della lista
  - Pasquale Catalano per Magnifica presenza, Il paese delle spose infelici e La kryptonite nella borsa
  - Gaetano Curreri e Fabio Liberatori per Posti in piedi in paradiso
- 2013 – Mauro Pagani per Educazione siberiana[20]
  - Ennio Morricone per La migliore offerta
  - Pivio e Aldo De Scalzi per Razzabastarda
  - Paolo Buonvino per Tutto tutto niente niente
  - Marco Biscarini e Daniele Furlati per Un giorno devi andare
- 2014 – Pasquale Catalano per Allacciate le cinture[21]
  - Franco Piersanti per Anni felici
  - Carlo Virzì per Il capitale umano
  - Lele Marchitelli per Noi 4
  - Andrea Farri per Smetto quando voglio
- 2015 – Paolo Fresu per Torneranno i prati[22]
  - Nicola Piovani per Hungry Hearts
  - Ezio Bosso e Federico De Robertis per Il ragazzo invisibile
  - Andrea Farri per Ma che bella sorpresa
  - Raphael Gualazzi per Un ragazzo d'oro
- 2016 – Michele Braga e Gabriele Mainetti per Lo chiamavano Jeeg Robot[23]
  - Pasquale Catalano per Alaska
  - Nicola Piovani per Assolo
  - Gabriele Roberto per Io e lei
  - Ennio Morricone per La corrispondenza
- 2017 – Enzo Avitabile per Indivisibili[24]
  - Giorgio Giampà per Fräulein - Una fiaba d'inverno e Il padre d'Italia
  - Franco Piersanti per La stoffa dei sogni
  - Giuliano Sangiorgi per Non è un paese per giovani
  - Giuliano Taviani e Carmelo Travia per Rosso Istanbul
- 2018 - Pivio e Aldo De Scalzi per Ammore e malavita[25]
  - Antonio Fresa e Luigi Scialdone per Gatta Cenerentola
  - Santi Pulvirenti per Io c'è
  - Luciano Ligabue per Made in Italy
  - Gatto Ciliegia contro il Grande Freddo per Nico, 1988
- 2019 – Enzo Avitabile per Il vizio della speranza[26]
  - Michele Braga per Dogman[27]
  - Andrea Farri per Il primo re[27]
  - Franco Piersanti per Momenti di trascurabile felicità[27]
  - Mokadelic per Sulla mia pelle[27]

### Anni 2020
- 2020 – Brunori Sas per Odio l'estate[28]
- 2021 – Ezio Bosso per Marx può aspettare
  - Pivio e Aldo De Scalzi per Il silenzio grande
  - Mauro Pagani per Boys
  - Michele Braga per L'incredibile storia dell'Isola delle Rose e Il cattivo poeta
  - Andrea Farri e Andrea De Sica per Non mi uccidere
- 2023 - Lele Marchitelli - C'è ancora domani
  - Andrea Farri - Io capitano
  - Franco Piersanti - Il sol dell'avvenire

## Musicisti pluripremiati
| Numero di vittorie | Vincitore        | Anni                         |
| ------------------ | ---------------- | ---------------------------- |
| 5                  | Franco Piersanti | 1993, 2006, 2009, 2011, 2012 |
| 2                  | Nicola Piovani   | 1986, 2001                   |
| 2                  | Luciano Ligabue  | 1999, 2002                   |